# 岡亮二
岡 亮二（おか りょうじ、1933年4月16日 - 2007年2月16日）は、日本の仏教学者。浄土真宗の僧。
和歌山県生まれ。別名・亮爾。1958年龍谷大学文学部真宗学専攻卒。63年同大学院博士課程満期退学。1967年龍谷大学文学部助手、講師、助教授、77年教授。2000年「『教行信証』「行巻」の研究 第十七願の行の解明」で文学博士。2002年定年、名誉教授。念誓寺住職。

## 著書
- 『親鸞の信と念仏』永田文昌堂 1977
- 『親鸞の念仏思想』永田文昌堂 1987
- 『教行信証口述50講 親鸞のこころをたずねて 第1巻(教・行の巻)』教育新潮社 1993
- 『なぜいま念仏か 岡亮二教授還暦記念講話集』永田文昌堂 1993
- 『親鸞の教えと現代』永田文昌堂 1995
- 『『教行信証』「行巻」の研究 第十七願の行の解明』永田文昌堂 1996
- 『教行信証口述50講 親鸞のこころをたずねて 第2-3巻(信の巻)』教育新潮社 1997
- 『教行信証口述50講 親鸞のこころをたずねて 第4巻(証の巻)』教育新潮社 2004
- 『親鸞の念仏』法藏館 2005
- 『教行信証口述50講 親鸞のこころをたずねて 第5巻 (真仏土の巻)』教育新潮社 2007
- 『真宗のいろは』永田文昌堂 2009
- 『浄土教の十念思想』法藏館 2013

### 共編著
- 『教団改革への発言』編 永田文昌堂 (発売)　1971
- 『講座親鸞の思想 3 如来(アミダ)の救いとその対象』吉岡奎、中津共著 教育新潮社 1980
- 『『教行信証』に問う』編 永田文昌堂 六角会館研究シリーズ 2001

## 論文
- Cinii